# 弧度 (空氣動力學)

翼剖面示意圖

機翼的上表面與下表面距離之間一半的點連線稱為中弧線（mean camber line）或弧線（camber line）。而弧度（camber，又稱彎度），是弧線與翼弦線間最大的距離。弧度由翼弦量起，往上為正，往下為負。正的弧度在機翼攻角為零度時會提供正的升力，反之則提供負升力。